# Futebol de areia nos Jogos Europeus de 2015
A competição de futebol de areia nos Jogos Europeus de 2015 foi disputada entre 24 e 28 de junho como parte dos Jogos Europeus de 2015. Foi disputada na Arena da Praia, em Baku.

## Qualificação
O Azerbaijão é qualificado como país anfitrião. As outras sete equipes se qualificaram através da Liga Europeia de Futebol de Praia de 2014.
| Meio de qualificação                             | Data de qualificação | Sede       | Vagas | Qualificados |
| ------------------------------------------------ | -------------------- | ---------- | ----- | ------------ |
| País sede                                        |                      |            | 1     | Azerbaijão   |
| Seis melhores colocados na Liga Europeia de 2014 | 17 de agosto de 2014 | Tarragonès | 6     | Rússia       |
| Seis melhores colocados na Liga Europeia de 2014 | 17 de agosto de 2014 | Tarragonès | 6     | Espanha      |
| Seis melhores colocados na Liga Europeia de 2014 | 17 de agosto de 2014 | Tarragonès | 6     | Portugal     |
| Seis melhores colocados na Liga Europeia de 2014 | 17 de agosto de 2014 | Tarragonès | 6     | Suíça        |
| Seis melhores colocados na Liga Europeia de 2014 | 17 de agosto de 2014 | Tarragonès | 6     | Itália       |
| Seis melhores colocados na Liga Europeia de 2014 | 17 de agosto de 2014 | Tarragonès | 6     | Ucrânia      |
| Campeão da divisão B da Liga Europeia de 2014    | 17 de agosto de 2014 | Tarragonès | 1     | Hungria      |

## Primeira fase
|  | Equipes classificadas às semifinais                   |
|  | Equipes classificadas ao play-off para a 5ª colocação |

### Grupo A
| Pos | Time       | Pts | J | V | V+ | D+ | D | GM | GS | SG |
| --- | ---------- | --- | - | - | -- | -- | - | -- | -- | -- |
| 1   | Portugal   | 8   | 3 | 2 | 1  | 0  | 0 | 17 | 13 | 4  |
| 2   | Suíça      | 6   | 3 | 2 | 0  | 0  | 1 | 17 | 14 | 3  |
| 3   | Ucrânia    | 3   | 3 | 1 | 0  | 1  | 1 | 11 | 11 | 0  |
| 4   | Azerbaijão | 0   | 3 | 0 | 0  | 0  | 3 | 9  | 16 | -7 |

| 24 de junho | Portugal | 6 – 5 | Suíça | Arena da Praia, Baku |
| 17:30       |          |       |       |                      |

| 24 de junho | Ucrânia | 3 – 1 | Azerbaijão | Arena da Praia, Baku |
| 20:30       |         |       |            |                      |

| 25 de junho | Portugal | 5 – 4 (a.e.t) | Ucrânia | Arena da Praia, Baku |
| 17:30       |          |               |         |                      |

| 25 de junho | Azerbaijão | 4 – 7 | Suíça | Arena da Praia, Baku |
| 20:30       |            |       |       |                      |

| 26 de junho | Suíça | 5 – 4 | Ucrânia | Arena da Praia, Baku |
| 17:30       |       |       |         |                      |

| 26 de junho | Azerbaijão | 4 – 6 | Portugal | Arena da Praia, Baku |
| 20:30       |            |       |          |                      |

### Grupo B
| Pos | Time    | Pts | J | V | V+ | D+ | D | GM | GS | SG |
| --- | ------- | --- | - | - | -- | -- | - | -- | -- | -- |
| 1   | Itália  | 6   | 3 | 2 | 0  | 1  | 0 | 12 | 9  | 3  |
| 2   | Rússia  | 6   | 3 | 2 | 0  | 0  | 1 | 14 | 12 | 2  |
| 3   | Espanha | 4   | 3 | 1 | 1  | 0  | 1 | 9  | 8  | 1  |
| 4   | Hungria | 0   | 3 | 0 | 0  | 0  | 3 | 9  | 15 | -6 |

| 24 de junho | Espanha | 1 – 1 | Itália | Arena da Praia, Baku |
| 16:00       |         |       |        |                      |

|  |       | Penalidades |
|  | 3 – 1 |             |

| 24 de junho | Hungria | 3 – 5 | Rússia | Arena da Praia, Baku |
| 19:00       |         |       |        |                      |

| 24 de junho | Espanha | 5 – 2 | Hungria | Arena da Praia, Baku |
| 16:00       |         |       |         |                      |

| 24 de junho | Rússia | 4 – 6 | Itália | Arena da Praia, Baku |
| 19:00       |        |       |        |                      |

| 24 de junho | Itália | 5 – 4 | Hungria | Arena da Praia, Baku |
| 16:00       |        |       |         |                      |

| 24 de junho | Rússia | 5 – 3 | Espanha | Arena da Praia, Baku |
| 19:00       |        |       |         |                      |

## Jogos para o quinto lugar
|  | Semifinais  | Semifinais  |   |             | Jogo para o 5º lugar | Jogo para o 5º lugar |  |
|  |             |             |   |             |                      |                      |  |
|  | 27 de junho |             |   |             |                      |                      |  |
|  | Ucrânia     | 4           |   |             |                      |                      |  |
|  | Hungria     | 2           |   |             |                      |                      |  |
|  |             |             |   |             |                      |                      |  |
|  |             |             |   |             | 28 de junho          |                      |  |
|  |             |             |   |             | Ucrânia              | 3                    |  |
|  |             | Espanha     | 6 |             |                      |                      |  |
|  |             |             |   |             |                      |                      |  |
|  |             |             |   |             |                      |                      |  |
|  |             |             |   |             | Jogo para o 7º lugar |                      |  |
|  | 27 de junho | 27 de junho |   | 28 de junho | 28 de junho          |                      |  |
|  | Espanha     | 3           |   | Hungria     | 3                    |                      |  |
|  | Azerbaijão  | 1           |   |             | Azerbaijão           | 2                    |  |

## Fase final
|  | Semifinais  | Semifinais  |   |             | Jogo para o 5º lugar | Jogo para o 5º lugar |  |
|  |             |             |   |             |                      |                      |  |
|  | 27 de junho |             |   |             |                      |                      |  |
|  | Itália      | 7           |   |             |                      |                      |  |
|  | Suíça       | 4           |   |             |                      |                      |  |
|  |             |             |   |             |                      |                      |  |
|  |             |             |   |             | 28 de junho          |                      |  |
|  |             |             |   |             | Itália               | 2                    |  |
|  |             | Rússia      | 3 |             |                      |                      |  |
|  |             |             |   |             |                      |                      |  |
|  |             |             |   |             |                      |                      |  |
|  |             |             |   |             | Jogo para o 7º lugar |                      |  |
|  | 27 de junho | 27 de junho |   | 28 de junho | 28 de junho          |                      |  |
|  | Portugal    | 1           |   | Suíça       | 5                    |                      |  |
|  | Rússia      | 2           |   |             | Portugal             | 6                    |  |